# Tinghøj (Varde Kommune)
Tinghøj er en lille landsby i Sydvestjylland med 201 indbyggere i byområdet (2021), beliggende i Varde Sogn nord for Varde. Landsbyen ligger i Varde Kommune og tilhører Region Syddanmark.
I sin tid havde landsbyen en galgebakke. Den blev i sin tid kendt for udtrykket: "Tak du min Gud, min søn, sagde kællingen, at du ikke kom for Riber Ret ". Dette blev ifølge sagnet ytret af en mor, da hendes søn hang i galgen.  Resterne af galgebakken ligger i krydset Stilbjergvej/Ringkøbingvej nord for Varde tæt ved Tinghøj.